# شینیچی شینوهارا
شینیچی شینوهارا (انگلیسی: Shinichi Shinohara؛ زادهٔ ۲۳ ژانویهٔ ۱۹۷۳) جودوکار اهل ژاپن بود.